# La Neuveville-devant-Lépanges
La Neuveville-devant-Lépanges ([la nœvˈvil dəˈvɑ̃ leˈpɑ̃ʒ] ) ist eine französische Gemeinde mit 502 Einwohnern (Stand: 1. Januar 2022) im Département Vosges in der Region Grand Est. Sie gehört zum Arrondissement Saint-Dié-des-Vosges (bis 2024 Épinal) und ist Mitglied im Gemeindeverband Communauté de communes Bruyères-Vallons des Vosges.

## Geografie
Die Gemeinde La Neuveville-devant-Lépanges liegt in den Vogesen auf einer Höhe von 430 m über dem Meeresspiegel, 25 Kilometer nordwestlich von Gérardmer und 18 Kilometer östlich von Épinal.
Die Fläche des 8,77 km² großen Gemeindegebietes erstreckt sich vom Mosel-Nebenfluss Vologne, der die nordwestliche Gemeindegrenze bildet, bis auf die knapp 650 m erreichenden Höhen des Gebirgsstockes l’Ancerf im Süden. Der Abschnitt des Volognetales ist im Bereich der Gemeinde La Neuveville-devant-Lépanges bis zu 1000 m breit und bietet Raum für ein lockeres Gefüge von Äckern, Weideland und Siedlungsflächen. Etwa die Hälfte des Gemeindeareals ist bewaldet, insbesondere im Süden und Osten, wo der Waldsaum ungefähr der 500-Meter-Höhenlinie folgt.
Die Gemeinde besteht aus den drei Teilorten La Neuveville (430 m) im Norden auf einer Terrasse über der Vologne, Le Boulay (430 m) im Westen zwischen Volognetal und dem Bergmassiv l’Ancerf sowie Saint-Jean-du-Marché (480 m) in einem schmalen Seitental im Südosten gelegen, das über einen 490 m hohen Gebirgspass zum Tal des Barba überleitet.
Nachbargemeinden von La Neuveville-devant-Lépanges sind Lépanges-sur-Vologne im Norden und Nordosten, Laveline-du-Houx im Südosten, Faucompierre im Süden, Docelles im Westen sowie Deycimont im Nordwesten.

## Geschichte
Im Jahr 1309 tauchte La Neuveville erstmals als Lai Nueveville auf, direkt den Herzögen von Lothringen unterstellt.
Am 30. Oktober 1907 wurde die Gemeinde per Dekret von La Neuveville nach La Neuveville-devant-Lépanges umbenannt, um sie besser von zwei gleichnamigen Gemeinden im Département Vosges unterscheiden zu können.
Am 1. Januar 1973 wurden die bis dahin eigenständigen Gemeinden Le Boulay und Saint-Jean-du-Marché in die Gemeinde La Neuveville-devant-Lépanges als Communes associées eingegliedert. 
In der zweiten Hälfte des 19. Jahrhunderts war das Gebiet um La Neuveville überregional bekannt für die Stärke-Produktion. 1880 gab es in La Neuveville 153 Stärkeproduzenten. Als Ausgangsbasis dienten Kartoffeln, Energie lieferten Wassermühlen an der Vologne. Der letzte Betrieb dieser Art schloss 1968 aus Rentabilitätsgründen.

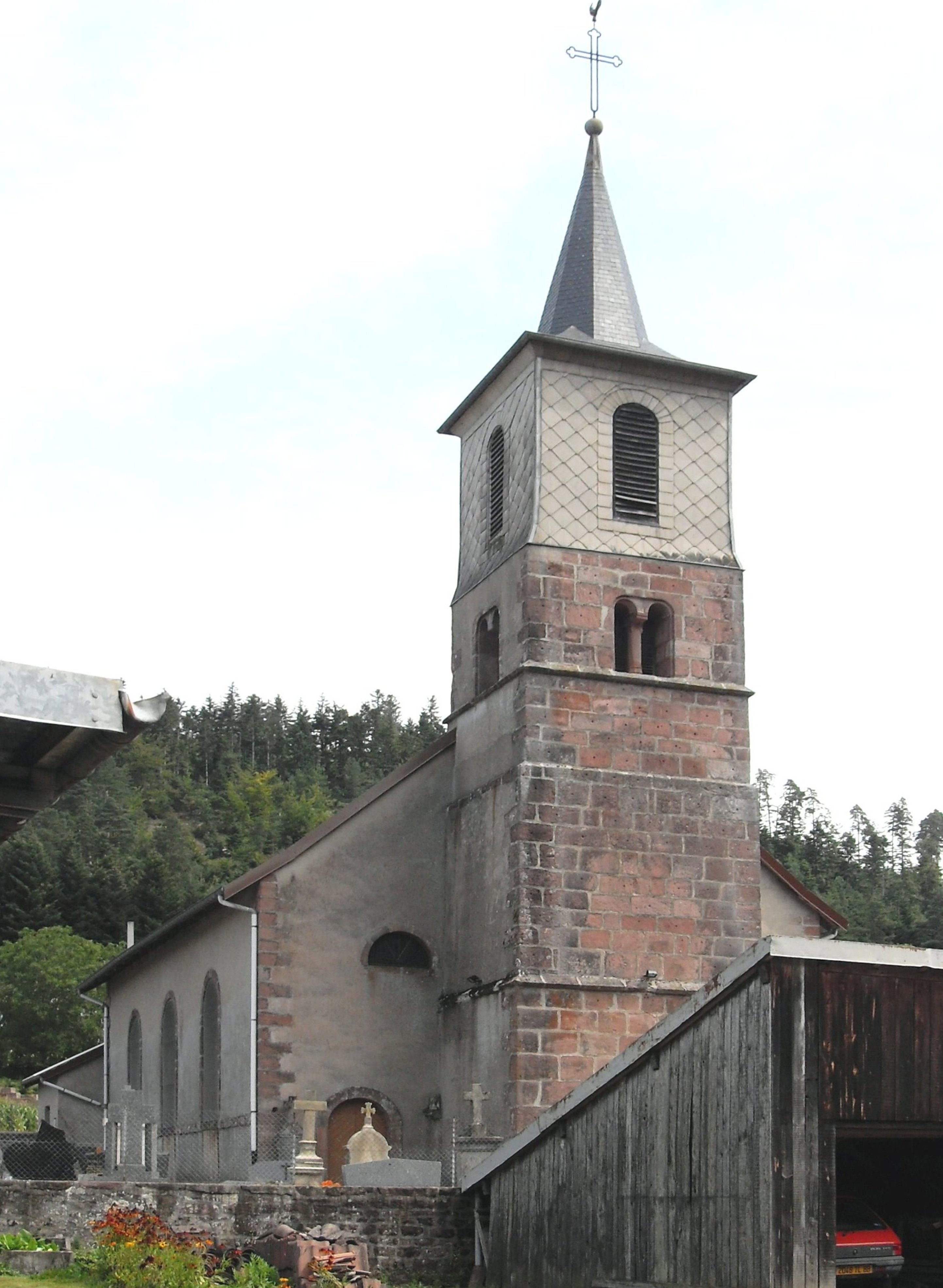
Johanneskirche im Ortsteil Saint-Jean-du-Marché

### Bevölkerungsentwicklung
| Jahr      | 1962 | 1968 | 1975 | 1982 | 1990 | 1999 | 2006 | 2013 | 2021 |
| Einwohner | 152  | 138  | 310  | 320  | 360  | 357  | 423  | 495  | 511  |

Im Jahr 1793 wurde mit 93 Bewohnern die bisher niedrigste Einwohnerzahl ermittelt. Die Zahlen basieren auf den Daten von cassini.ehess und INSEE.

## Sehenswürdigkeiten
- Kirche Johannes der Täufer (Église Saint-Jean-Baptiste) im Ortsteil Saint-Jean-du-Marché, einzige Kirche in der Gemeinde, auch für die nahegelegene Gemeinde Laveline-du-Houx zuständig
- Sieben Wegekreuze im Ortsteil Le Boulay

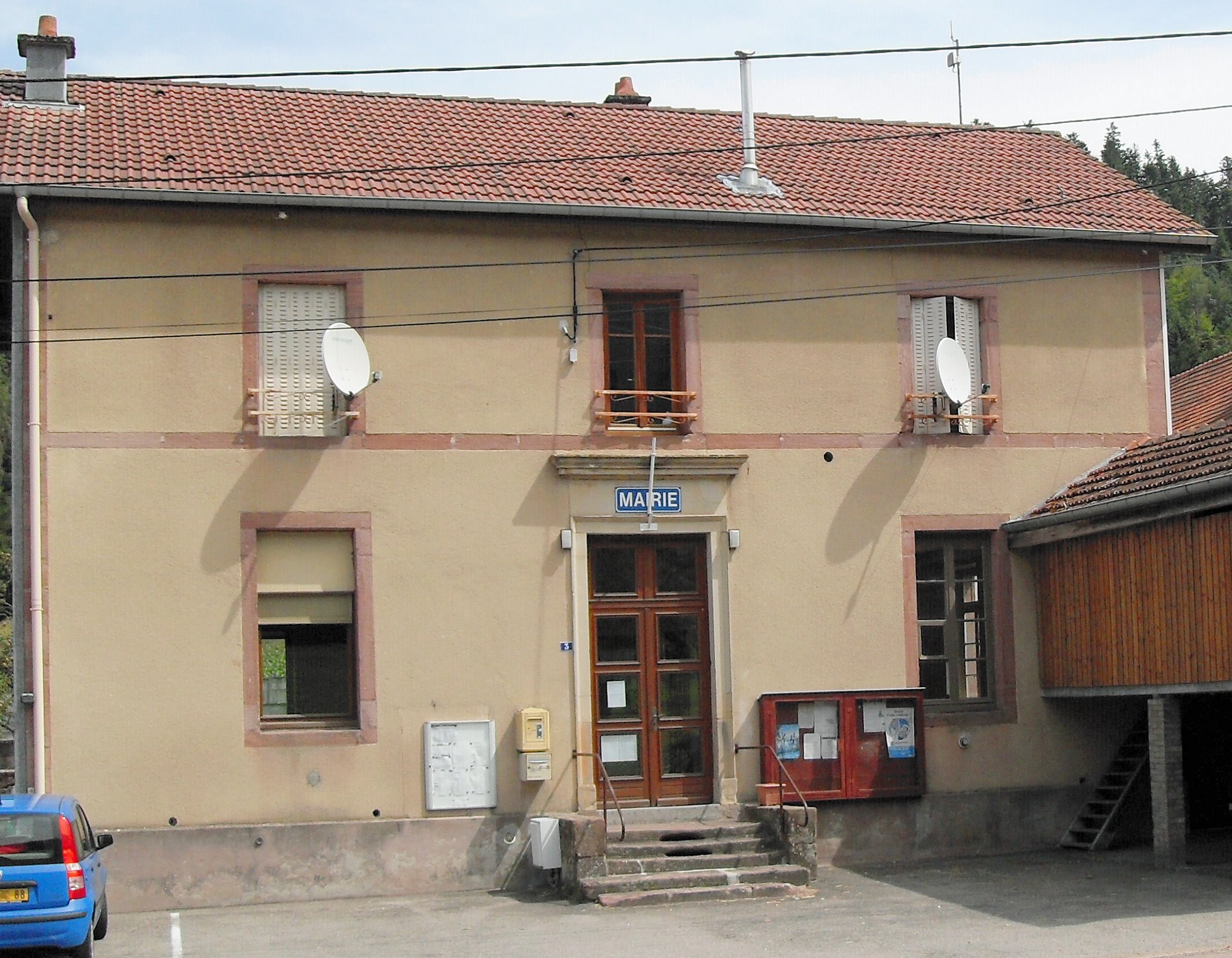
Ehemalige Mairie im Ortsteil Saint-Jean-du-Marché
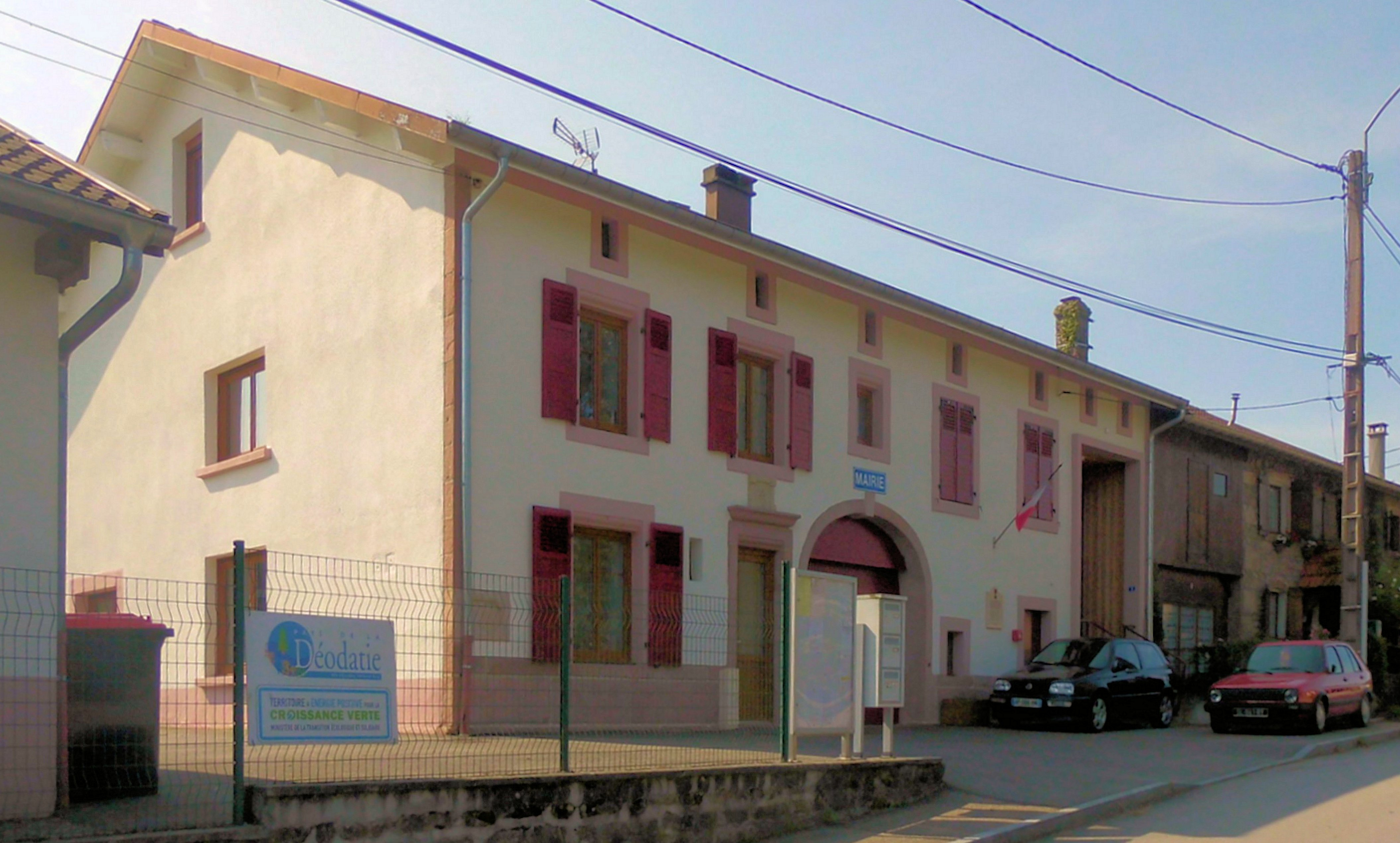
Ehemalige Mairie im Ortsteil Le Boulay

## Wirtschaft und Infrastruktur
Im Gemeindegebiet sind 14 Landwirtschaftsbetriebe ansässig (Gemüseanbau, Milchwirtschaft, Zucht von Pferden, Rindern, Schafen, Ziegen und Geflügel). Daneben dominiert das Kleingewerbe (Bäckerei, Bauunternehmen, Taxibetrieb). Viele Bewohner der Gemeinde sind heute Pendler in die nahegelegenen Gewerbegebiete an Vologne und Mosel.
La Neuveville-devant-Lépanges ist Grundschulstandort, im Ortsteil Le Boulay gibt es einen Kindergarten.
La Neuveville-devant-Lépanges liegt abseits der überregionalen Verkehrsströme. Die Nachbargemeinden Docelles und Faucompierre sind an die Départementsstraße 11 / 417 von Remiremont über Gérardmer nach Colmar angeschlossen. Der nächste Bahnhof liegt in der drei Kilometer entfernten Gemeinde Lépanges-sur-Vologne an der von der TER Grand Est betriebenen Bahnlinie Arches-Saint-Dié.

## Belege
1. ↑  La Neuveville-devant-Lépanges auf vosges-archives.com. (PDF; 83 kB) Archiviert vom Original (nicht mehr online verfügbar) am 21. Dezember 2015; abgerufen am 12. Februar 2010 (französisch).  Info: Der Archivlink wurde automatisch eingesetzt und noch nicht geprüft. Bitte prüfe Original- und Archivlink gemäß Anleitung und entferne dann diesen Hinweis.
2. ↑  La Neuveville-devant-Lépanges auf cassini.ehess
3. ↑  La Neuveville-devant-Lépanges auf INSEE
4. ↑  Landwirtschaftsbetriebe auf annuaire-mairie.fr (französisch)